# 사루타히코 오카미

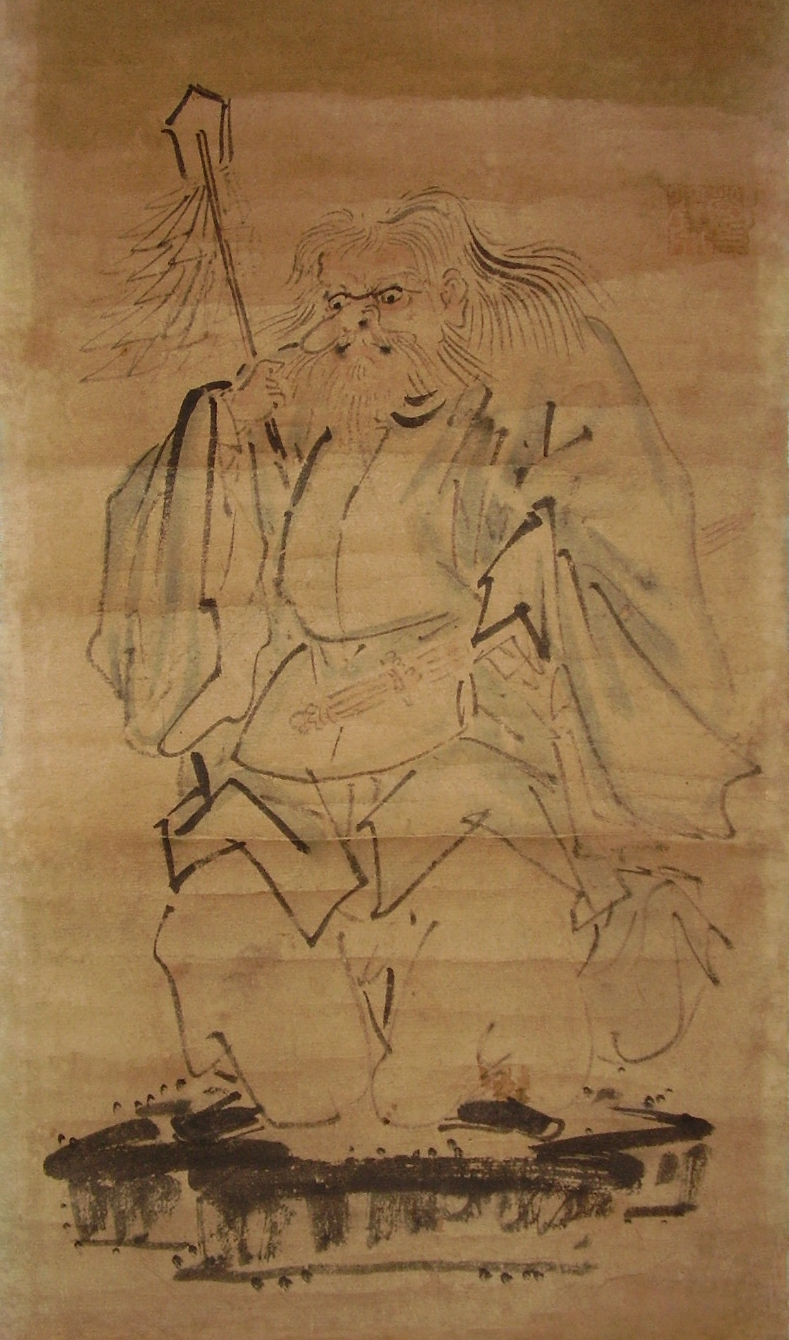

사루타히코 오카미(猿田毘古大神, 猿田彦大神)는 일본 신화 및 신토에서 토지신들의 우두머리이다. 노리토에서는 사루타히코 대명신(猿田毘古大明神)이라고도 한다.
사루타히코는 미소기의 상징이며 힘과 수호를 나타낸다. 때문에 아이키도를 비롯한 무술의 상징신이기도 하다. 미에현의 쓰바키 대신사가 사루타히코를 모신 신사이며, 그 외에도 2000여 개의 신사에서 사루타히코를 신으로 모신다.

## 같이 보기
- 텐구